# Солнечный Берег

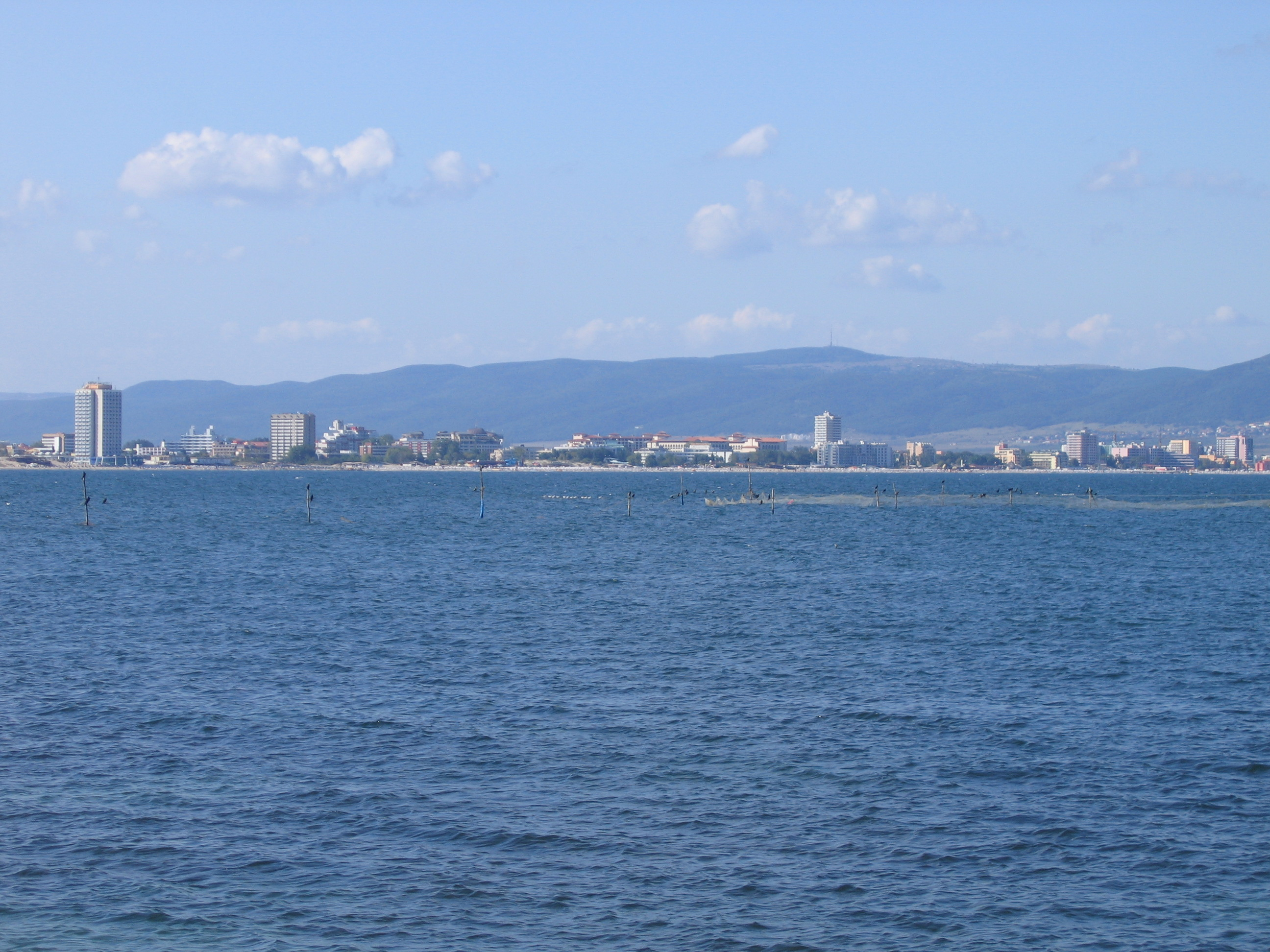
Вид на Солнечный берег со стороны Старого Несебра

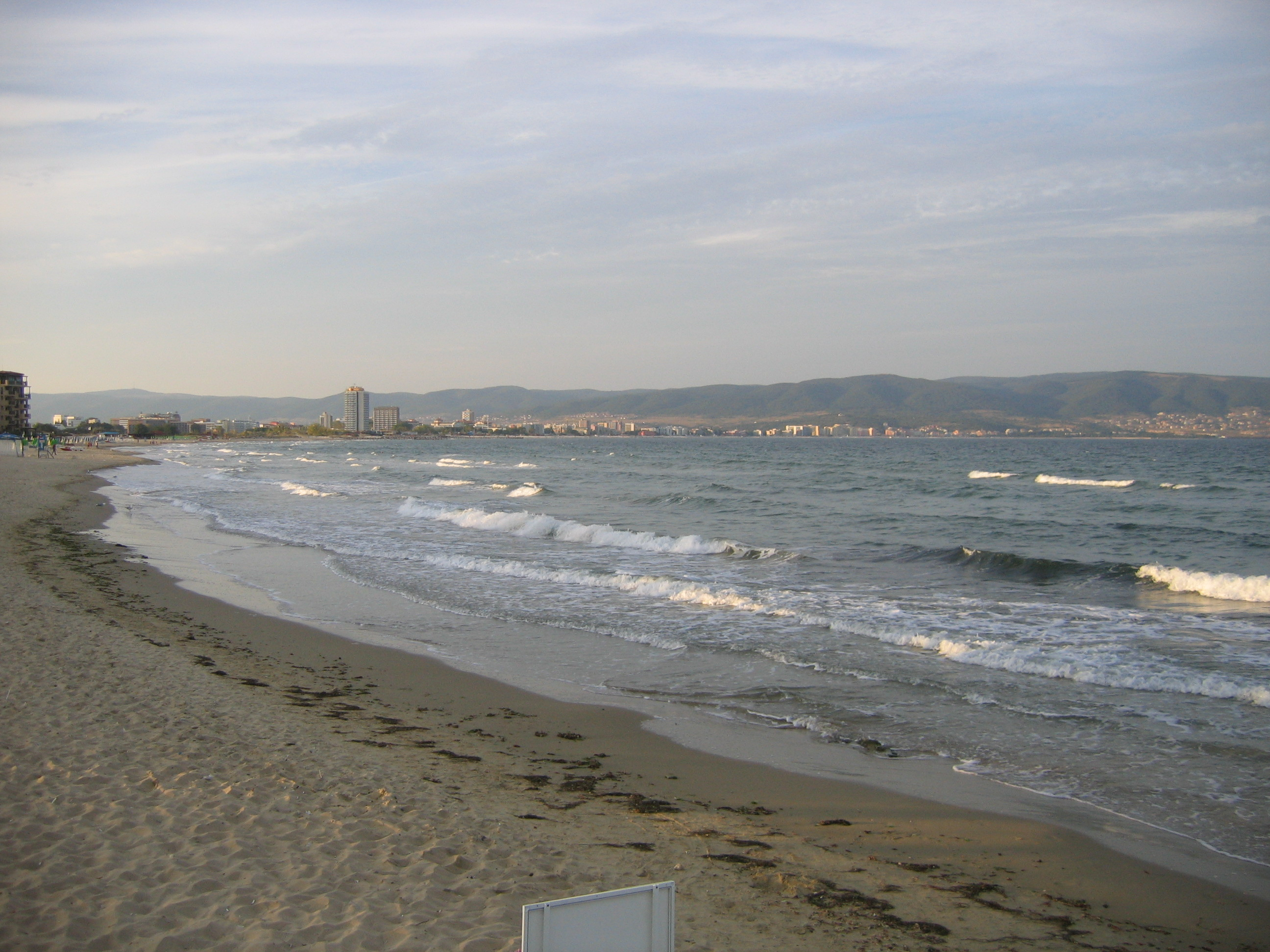
Пляж Солнечного берега

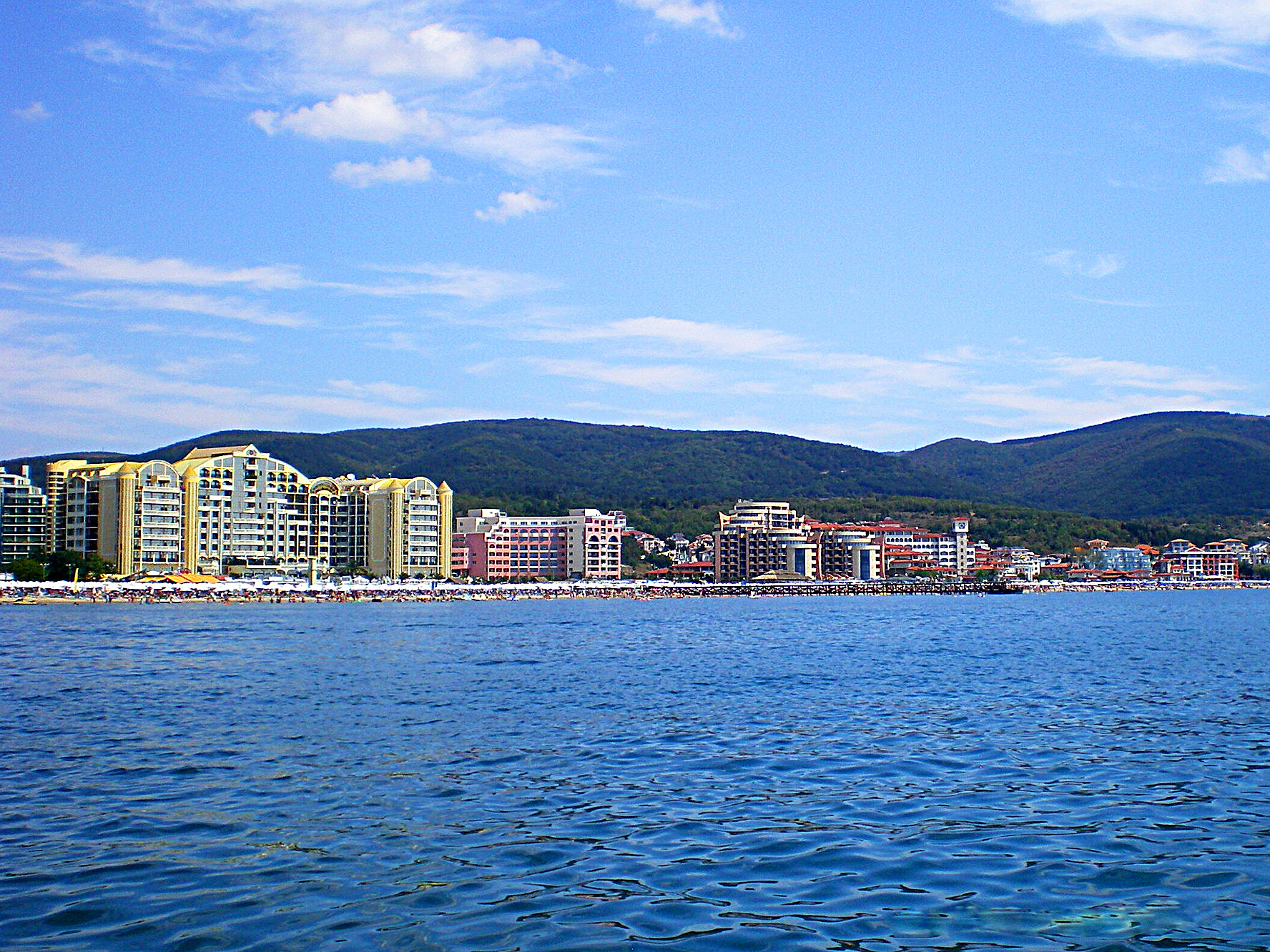
Северная часть Солнечного берега — самые дорогие отели

Слынчев-Бряг, Со́лнечный Бе́рег (болг. Слънчев бряг) — крупнейший морской курорт в Болгарии.
Расположен у залива в Чёрном море с пляжем, длиной 10 км и шириной в центральной части до 100 м, покрытым мелким жёлтым песком. Находится между городами Варна (90 км) и Бургас (36 км), является частью города (общины) Несебыр, старая часть которого включена в список объектов Всемирного наследия ЮНЕСКО в Болгарии. Между старым Несебром и Солнечным Берегом (до северной оконечности) курсируют городские автобусы.

## История
Проектирование курорта Солнечный Берег относится к 1957 году, строительство было начато в соответствии с постановлением Совета Министров НРБ № 120 от 30 июня 1958 года. Наряду с жилым комплексом был спроектирован лесопарк. На территорию комплекса было доставлено 550 000 м³ плодородной почвы, посажено 300 000 хвойных и широколиственных деревьев, 770 000 декоративных кустарников, 100 000 роз.
В период с 1959 по 1988 год на Солнечном Берегу отдохнули 7 699 100 человек, в том числе 5 162 600 иностранных туристов и 2 536 590 болгарских граждан. В советские годы сюда было престижно отправлять детей из СССР и других социалистических стран. В то время Болгария была одной из немногих зарубежных стран, куда детей из СССР можно было отправить на отдых, поскольку существовал «Железный занавес». В 1989 году на Солнечном Берегу имелось 108 отелей (27 000 мест) и 130 ресторанов, множество аттракционов, ночных клубов, кафе, баров и дискотек.

## Современное состояние
После распада СЭВ курорт стал интенсивно расти. Поскольку центральная часть была застроена, основная зона строительства сместилась на север. Этим и определился современный облик курорта: в центральной части Солнечного Берега расположены более дешёвые отели, постройки советского времени, а на севере чаще можно встретить новые, современные и более дорогие. В последние годы на месте старых построек (в том числе на месте летнего кинотеатра, где проходили музыкальные фестивали «Золотой Орфей») построены современные отели. Территории отелей обычно открытые.
В 2016 году Солнечный Берег возглавил рейтинг популярных туристических курортов международного портала о путешествиях Hoppa как самое «дружелюбное туристическое направление для семейного бюджета».
В Солнечном Берегу нет адресной системы как таковой. Нет названий улиц или номеров домов.
Курорт Солнечный Берег награждён Голубым флагом.
Пляж на курорте является муниципальным, то есть предназначен для общественного использования и не содержит закрытых отрезков. От отелей пляж отделяет пешеходная улица — «Променад». Большая часть пляжа занята шезлонгами под зонтами, воспользоваться которыми можно за отдельную плату. Отрезки пляжа, оборудованные зонтами и шезлонгами, обслуживаются предпринимателями-концессионерами. Расположиться бесплатно можно на свободных от зонтов и шезлонгов участках: у самого уреза воды или в дальней от моря части пляжа (30—100 м от воды).
Дно песчаное, плавно уходящее в глубину.
Ближайшие аэропорты и железнодорожные станции: Бургас и Варна. На Солнечном Берегу есть автовокзал с регулярными рейсами в города Болгарии, Греции и Турции.
Административный регион: община Несебыр.
Природный регион: Рог Старой Планины.
Ближайший город: Несебыр.
Ближайшие курорты: Несебыр, Свети-Влас, Елените.

## Галерея

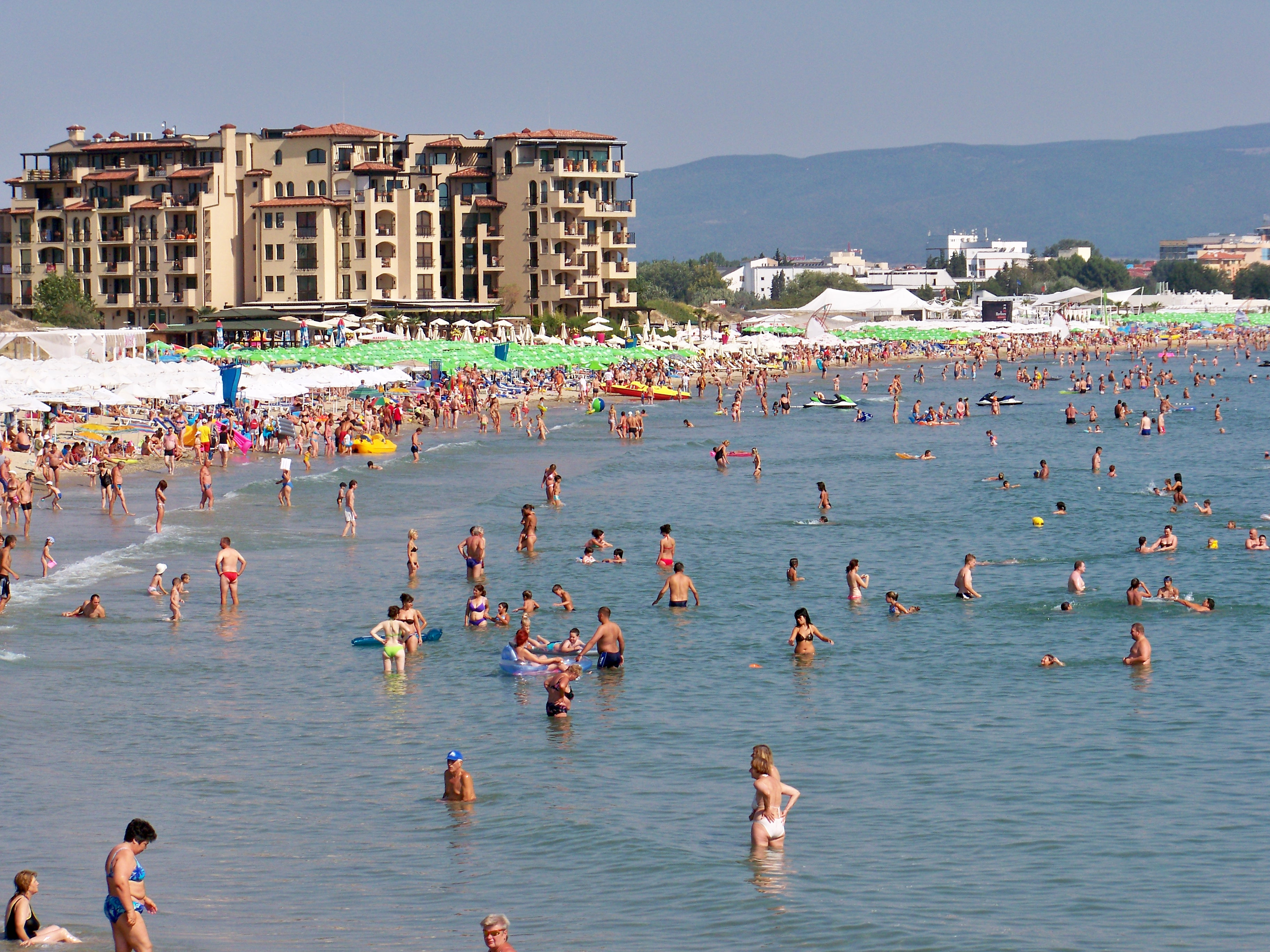
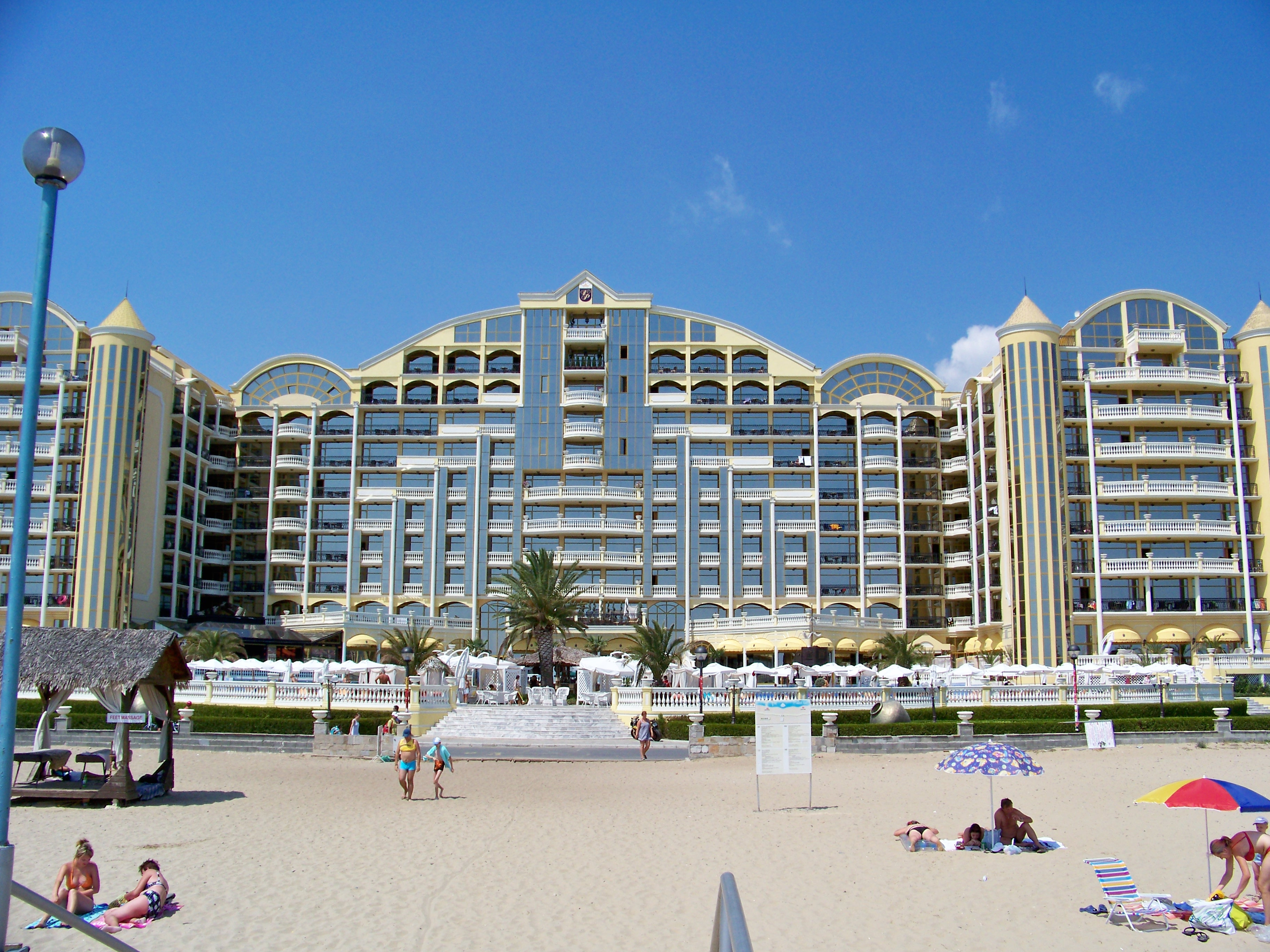
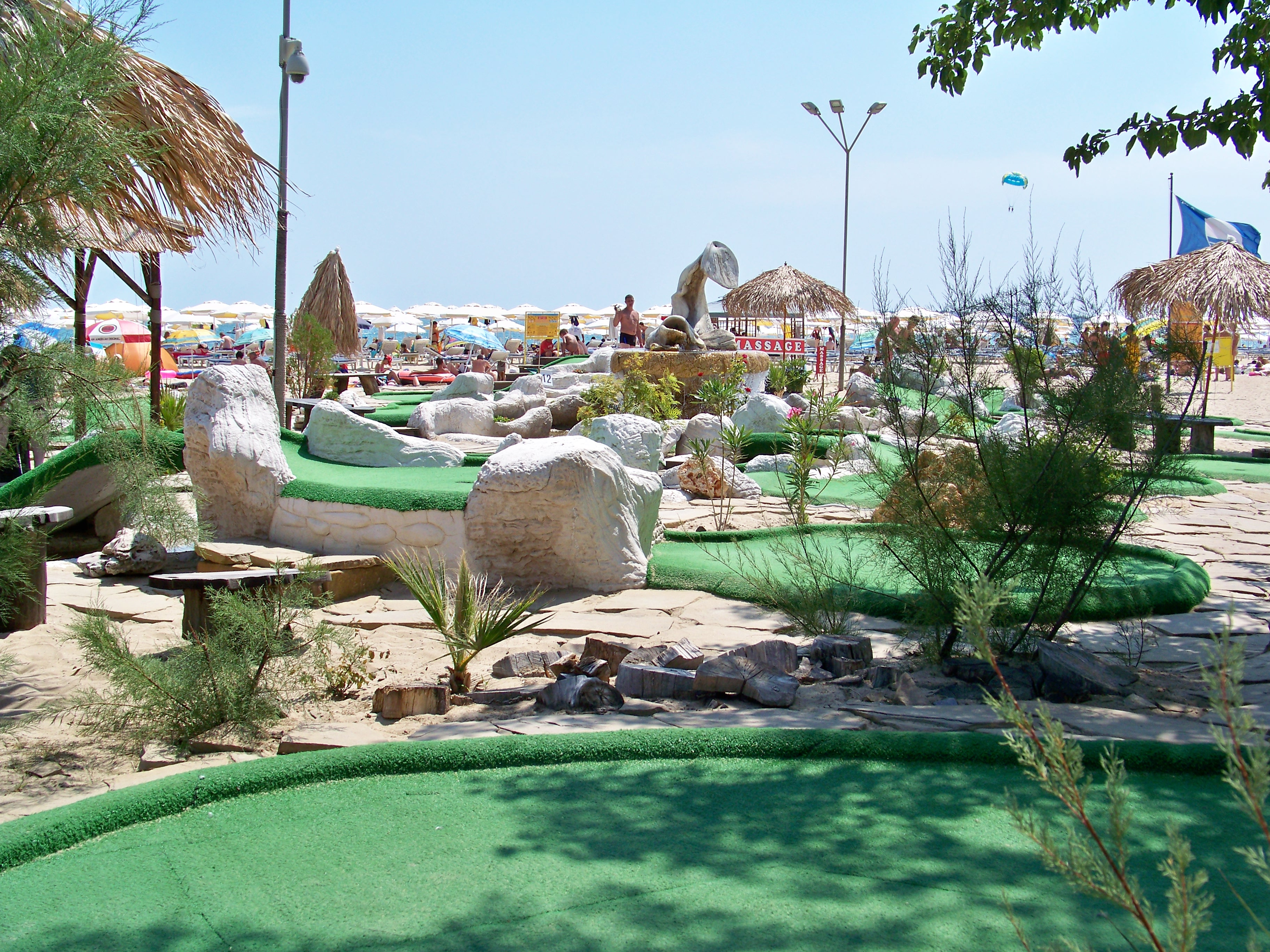
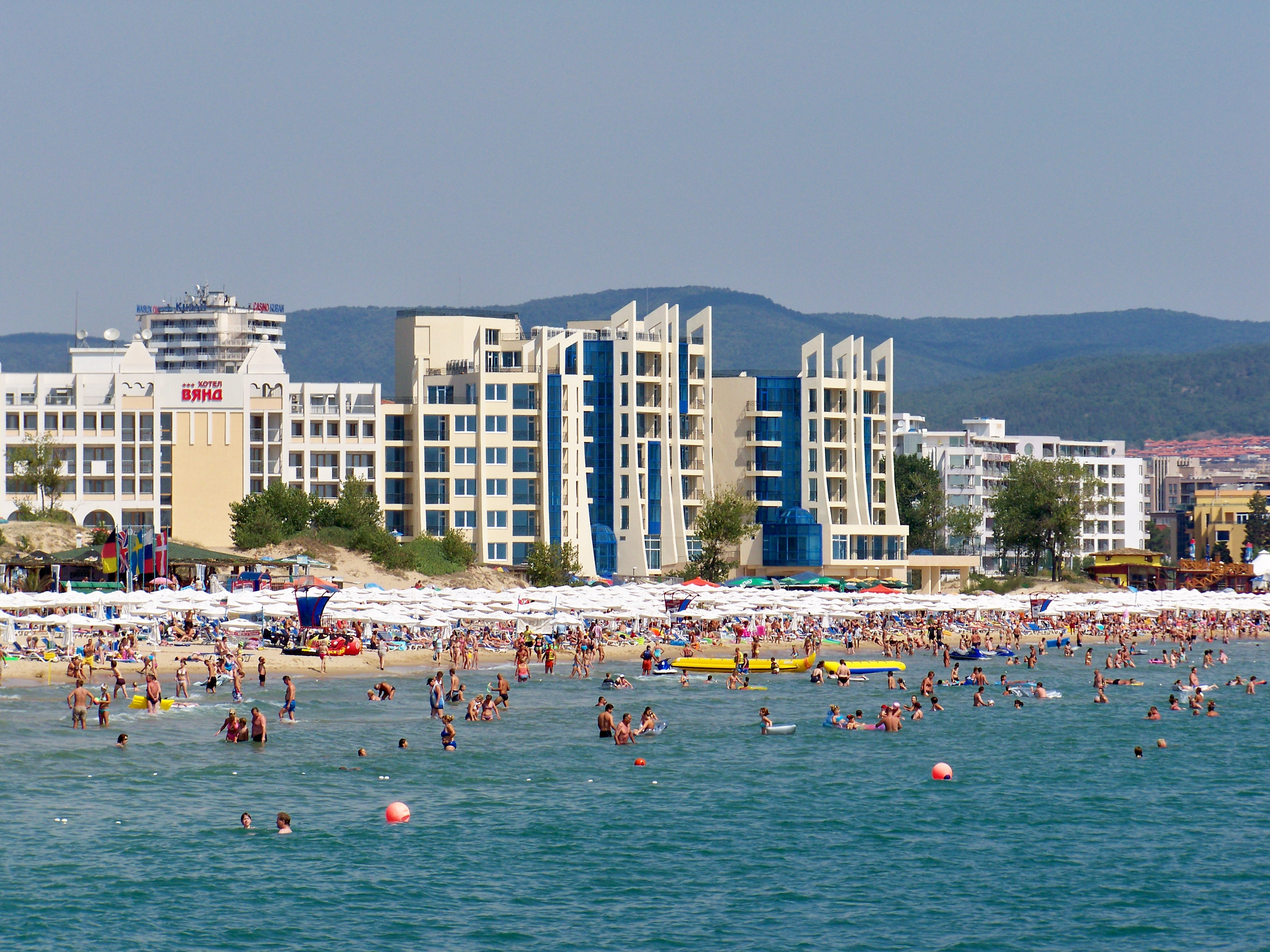
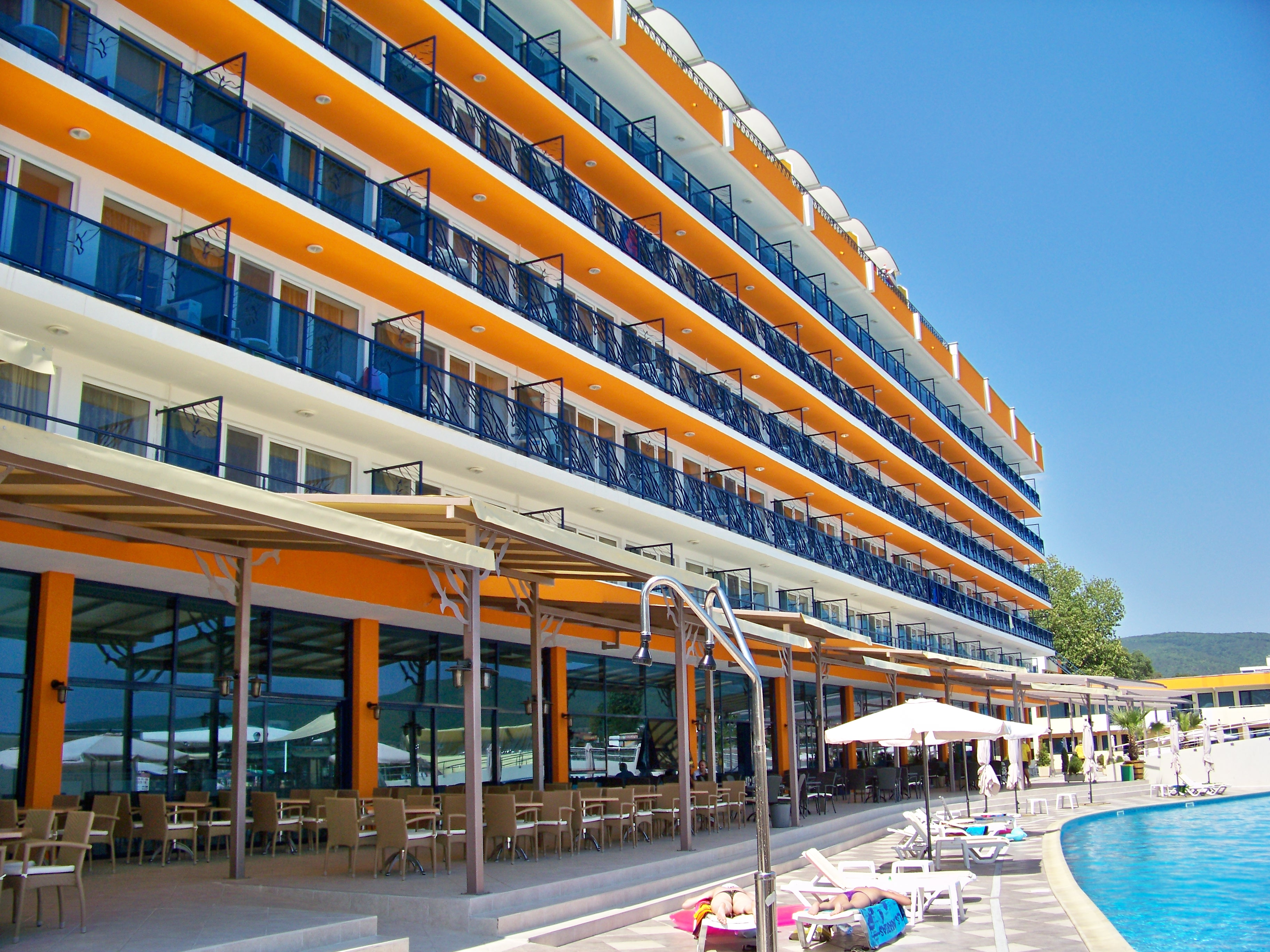
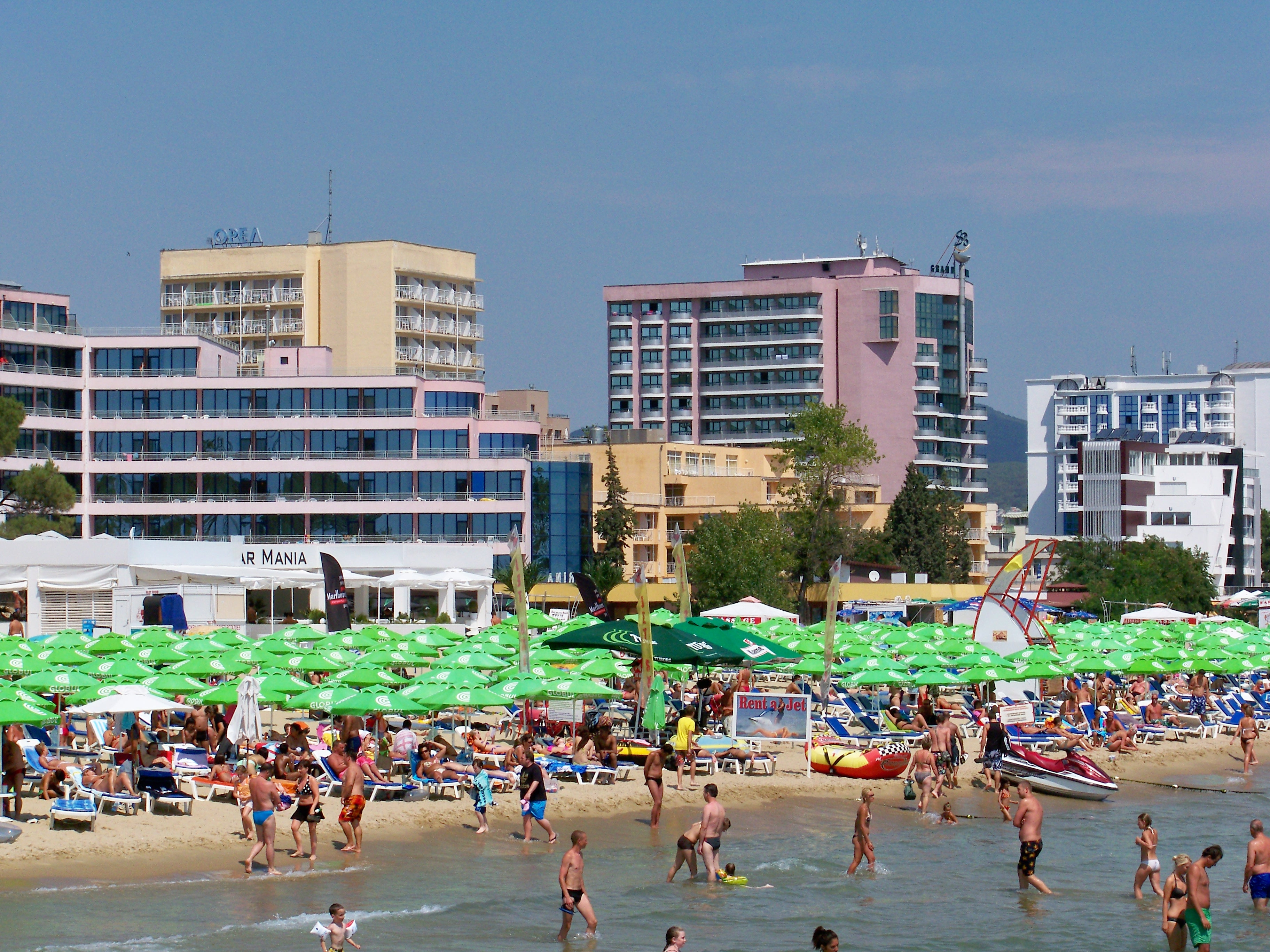
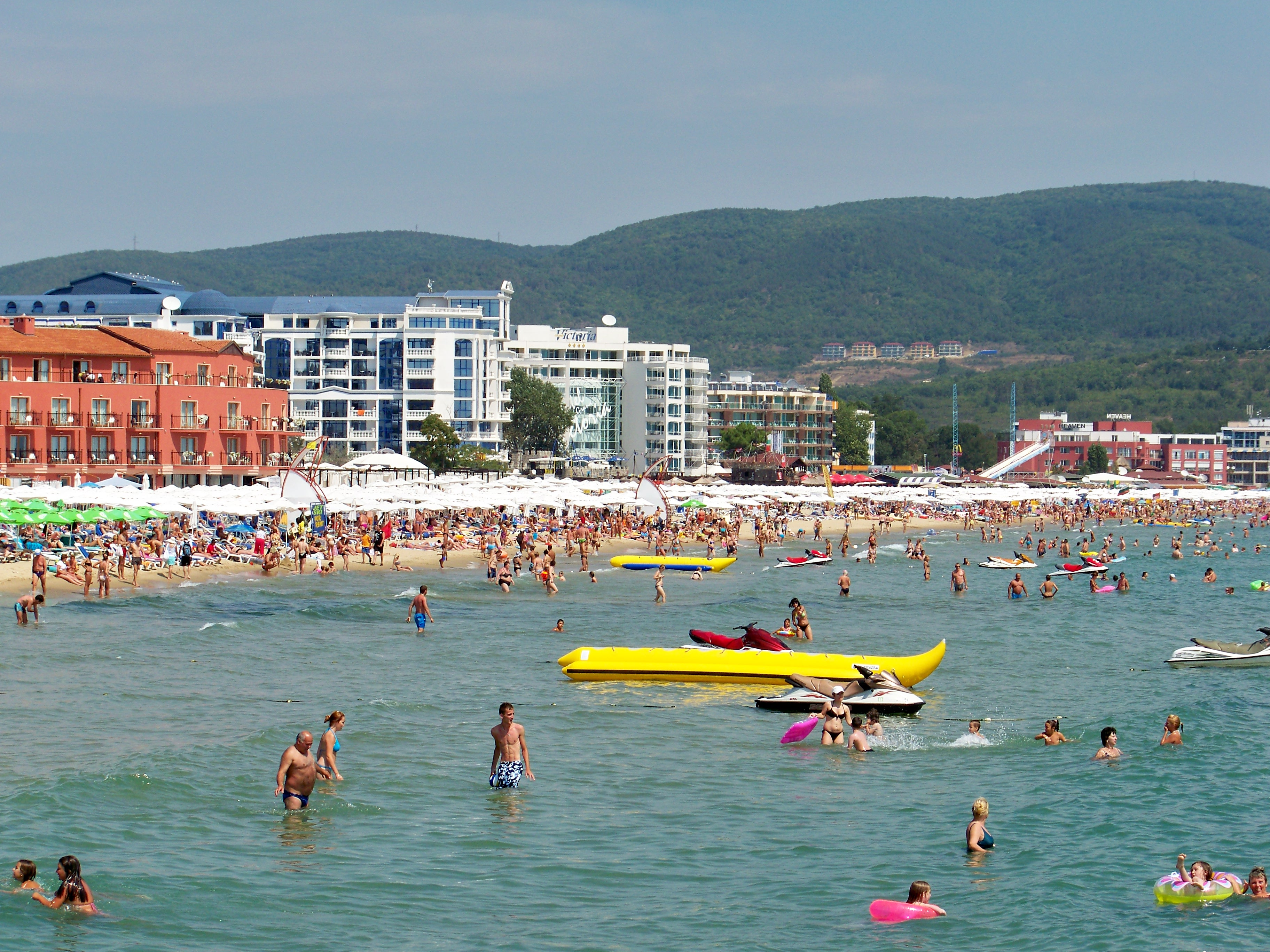
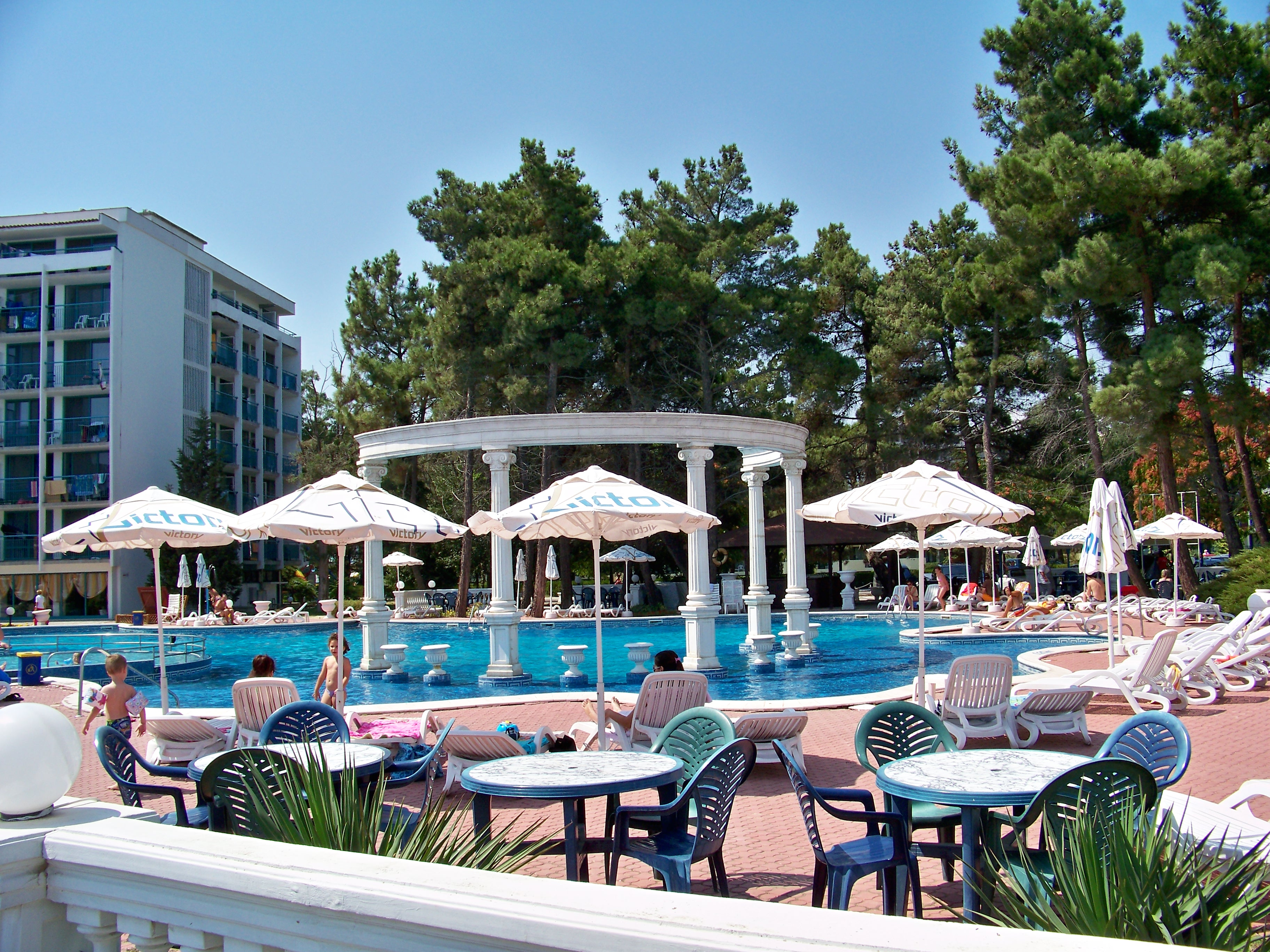
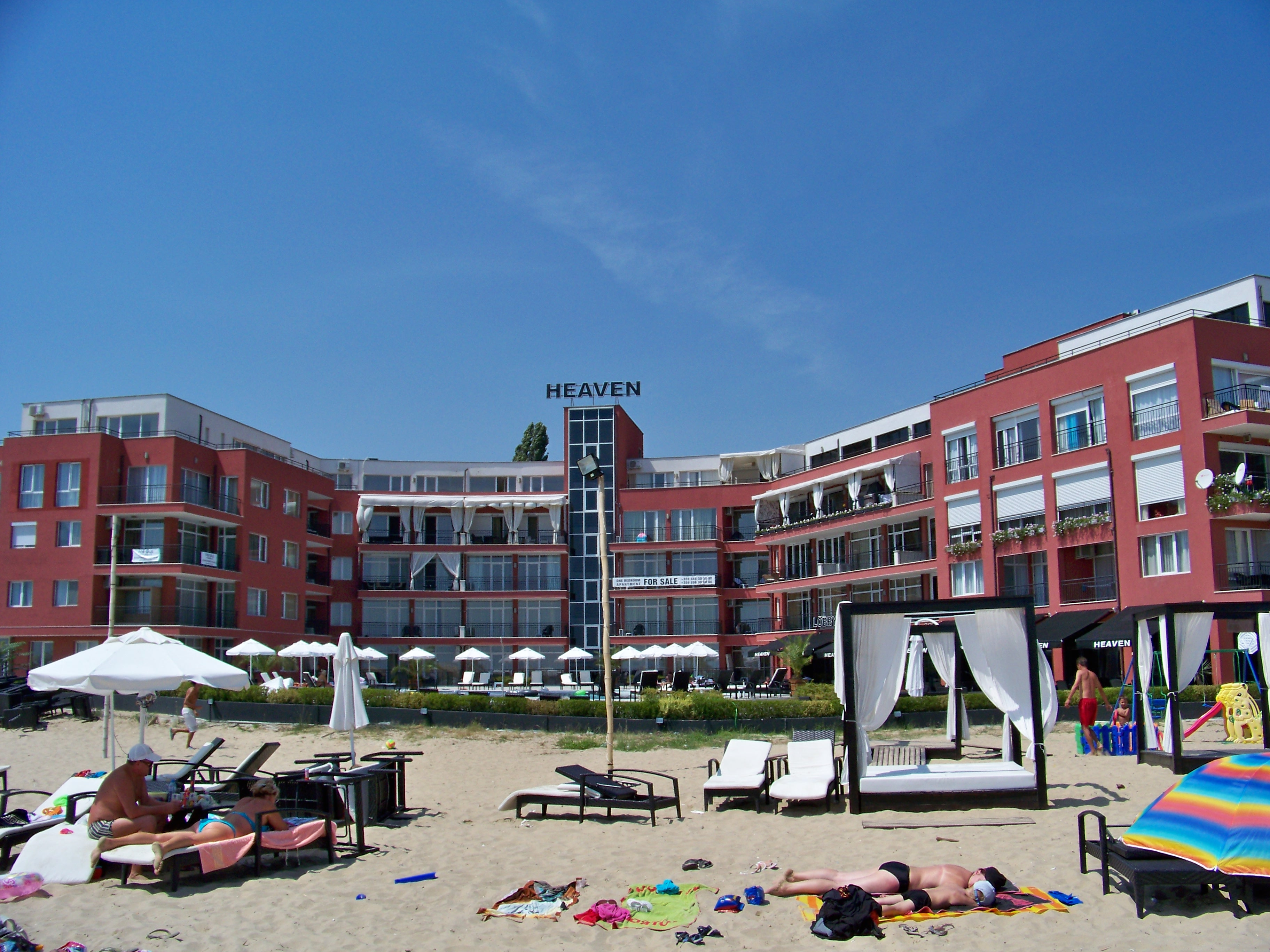